# Mapania macilenta
Mapania macilenta là loài thực vật có hoa trong họ Cói. Loài này được (Ohwi) T. Koyama mô tả khoa học đầu tiên năm 1959.